# Macrocarpaea subcaudata
Macrocarpaea subcaudata là một loài thực vật có hoa trong họ Long đởm. Loài này được Ewan mô tả khoa học đầu tiên năm 1948.